# Marmot
Marmot ist ein auf Outdoor-Bekleidung und Sportartikel spezialisiertes US-amerikanisches Unternehmen. Der Name „Marmot“ bedeutet auf Englisch „Murmeltier“.
Marmot wurde im Jahr 1973 von zwei Studenten der University of California, Santa Cruz, Eric Reynolds und Dave Huntley, die ihre eigene Bergausrüstung herstellen wollten, gegründet.
Der Geschäftssitz befindet sich in Rohnert Park, Kalifornien. Weitere Niederlassungen wurden in Colorado, Kanada und Hong Kong eröffnet. Seit Mitte der 1990er Jahre gewann zudem Marmots Europa-Geschäft immer mehr an Bedeutung, sodass 2002 die Marmot Mountain Europe GmbH gegründet wurde, die inzwischen ihren Sitz in Hattersheim/Frankfurt hat.
2004 wurde Marmot von K2 Sports übernommen, welches wiederum 2007 von der Jarden Corporation übernommen wurde. Nach der Übernahme von Jarden durch Newell Rubbermaid im Jahre 2016 wurde Marmot aus K2 ausgegliedert und die K2 Sports 2017 an Kohlberg & Company verkauft. Marmot ist bei Newell verblieben.

## Sponsoring
Marmot sponsert Bergsteiger und Kletterer wie etwa Stefan Glowacz.

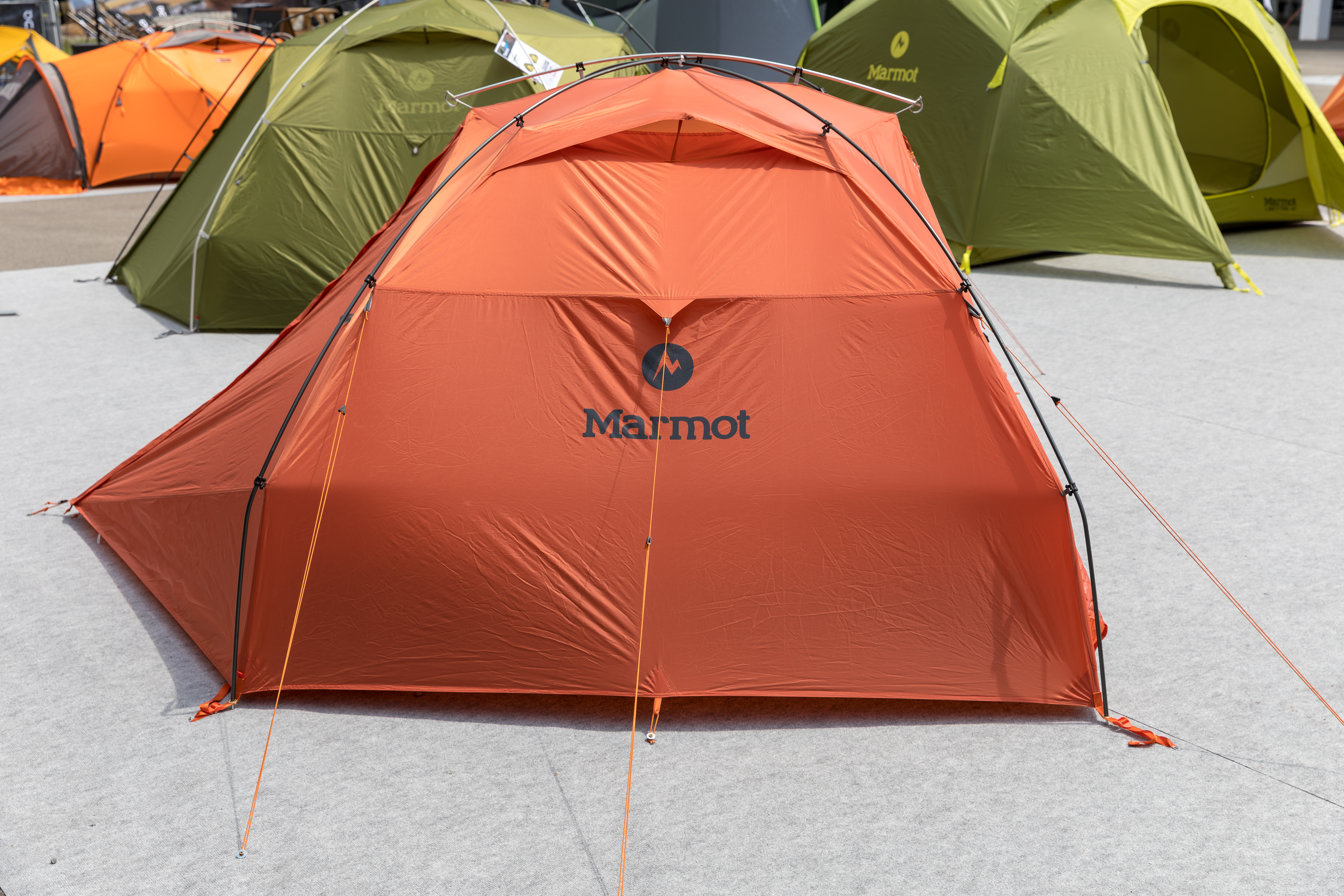
Marmot-Zelt

## Auszeichnungen
Das Unternehmen hat zahlreiche Auszeichnungen für seine Produkte erhalten. Zum Beispiel erhielt es den Backpacker Magazine's Editor's Choice Award für die Oracle-Jacke.